# Librería y Fotogalería Railowsky
Railowsky es el nombre de una librería y sala de exposiciones de fotografía, de la ciudad de Valencia (España), que se fundó en el año 1985. Al cumplir 25 años, la Universidad Politécnica de Valencia publicó un libro monográfico reseñando la importante labor realizada, que incluye más de 200 exposiciones, siendo un referente cultural en la Comunidad Valenciana.

## Nombre
El nombre "Railowsky" se tomó del cartel que aparece en una fotografía de entreguerras de Henri Cartier-Bresson, en la que un hombre está saltando sobre un charco. En realidad la palabra Railowsky está incompleta en la foto de Cartier-Bresson, pues le falta una letra "B" inicial. El cartel anunciaba al pianista Brailowsky, especializado en interpretar composiciones musicales de Chopin.

## Actividades
Entre las exposiciones realizadas, en la sala valenciana, destacan las de autores como: Alberto Schommer, Ramón Masats, Xavier Miserachs, Bernard Plossu, Juan Manuel Díaz Burgos, Xurxo Lobato, Koldo Chamorro, Juan Manuel Castro Prieto, Franco Fontana, Tina Modotti, Juan Rulfo,...
Como librería, en el año 2005 recibió el premio de la Generalidad Valenciana a la Difusión del libro y la promoción de la lectura.  Su principal especialización es en libros de imagen y comunicación: fotografía, cine, periodismo, televisión y video, ilustración y diseño, arte y poesía. Como espacio multiusos, realiza presentaciones de libros, veladas poéticas, proyecciones cinematográficas, conciertos de música, y cursos de fotografía digital.
En el año 2009 se creó la asociación cultural -sin ánimo de lucro- “Amics de Railowsky” (Amigos de Railowsky), con el fin de potenciar las actividades culturales que realiza Railowsky.

## DocumentalUniverso Railowsky
Se trata de un largometraje documental realizado en clave de humor sobre las aventuras y desventuras de un librero en Valencia. A través de la historia de un día en Railowsky se van desgranando las eternas dudas del librero (Juan Pedro Font de Mora) sobre la conveniencia de seguir en este negocio complicado de mantener. A lo largo del documental distintos personajes del mundo de la fotografía y el libro animan a Juan Pedro a seguir adelante. Participan en el mismo, los fotógrafos Alberto García-Alix, Chema Madoz, Alberto Schommer y Bernard Plossu. También participa la directora de la Fundación Cartier–Bresson.